# Cyrtolobus maxinei
Cyrtolobus maxinei är en insektsart som beskrevs av Richard William George Dennis 1970. Cyrtolobus maxinei ingår i släktet Cyrtolobus och familjen hornstritar. Inga underarter finns listade i Catalogue of Life.